# سقف طاق ضربی
سقف طاق ضربی یکی از قدیمی‌ترین و سنتی‌ترین نوع سقف‌های رایج در ایران می‌باشد. در بعضی شهرستان‌های ایران مانند یزد طاق ضربی با خیز بلند در حدود نیم دایره  روی دهانه‌های تا حدود ۶ متر  هم اجرا می‌کنند. در دهه‌های اخیر و به دلیل ضعف این نوع سقف در هنگام زلزله و ایمن نبودن آن، سیستم‌های جدید سقف مانند سقف تیرچه و بلوک جایگزین این نوع از سقف‌ها گشته‌اند. استفاده از طاق ضربی در ساختمان‌های بزرگ و چند طبقه مناسب نمی‌باشد.

## مزایا
سهولت استفاده، پایین بودن هزینه ساخت و امکان تغییر بخش‌هایی از ساختمان بعد از استفاده از سقف طاق ضربی، از دلایل رواج این سقف بوده‌است.

## معایب
-یکپارچه نبودن، عدم انسجام کافی، خوردگی آهن در تماس با سیلیکات گچ، لرزش در اثر محرکات محیطی و ایجاد ظاهر نامناسب در سقف
- سنگینی بسیار زیاد، عدم صلبیت دیافراگم سقف و تخریب در هنگام زلزله به شکل آوار که برای ساکنین خطرناک است.
- امکان رد شدن تأسیسات مثل لوله از روی سقف امکان‌پذیر نیست مگر با افزایش ضخامت سقف که باعث سنگینی می‌شود از معایب استفاده از سقف‌های طاق ضربی می‌باشد. .

## اجرای طاق ضربی
روی دهانه  اتاق  در فاصله‌های حدودا ۱ متر تیر آهن مناسب که نمره آن با توجه به دهانه اتاق و بار وارده بوسیلهٔ محاسبه  تعیین شده‌است قرار می‌دهند آنگاه بین آن‌ها را به وسیله  آجر فشاری و گچ و خاک پر می‌کنند.

### نکاتی در باره اجرای طاق ضربی
- آجر استفاده شده در طاق نباید کاملاً زنجاب شده باشد باید در هنگام استفاده در آب زده شود و بلافاصله در محل مناسب نصب شود
-از آجر جوش یا خام در طاق نباید استفاده کرد طاق فرو می‌ریزد
-پس از اتمام کار دوغابی از گچ روی طاق ریخته تا کلیه منافذ آن بسته شود و به صورت جسمی توپر و یکپارچه در آید و انسجام آن افزایش یابد
- در فصل بارندگی باید از اجرای این طاق خودداری کرد زیرا اگر قبل اجرای  پوشش‌های عایقی روی سقف باران بیاید گچ موجود در طاق فاسد شده و طاق فرو می‌ریزد
-خیز طاق ضربی باید در حدود ۳سانتی‌متر باشد اگر بیشتر از این مقدار باشد برای آن که زیر سقف باید صاف و مسطح باشد باید ملات زیادی استفاده کرد و در نتیجه طاق سنگین شده فرو می‌ریزد و اگر کمتر از این مقدار باشد مؤلفه‌های عمدی را خنثی نمی‌کند طاق فرو می‌ریزد
-برای آنکه تیر آهن‌ها از داخل معلوم نباشد روی آن را با  کرباس و چسب می‌پوشانند.
-مطابق آیین‌نامه ۲۸۰۰ ایران تیر آهن‌ها به وسیلهٔ میلگرد یا تسمهٔ فولادی به صورت ضربدری به یکدیگر بسته می‌شوند، بصورتی که اولا طول مستطیل ضربدری شده بیش از ۱٫۵ برابر عرض آن نباشد و ثانیا مساحت تحت پوشش هر ضربدری از ۲۵متر مربع تجاوز ننماید.

### میله مهار
در اجرای طاق ضربی معمولاً توصیه می‌شود چند دهانه را با هم شروع کنند زیرا طاق‌ها به تیر آهن‌های کناری ضربه وارد کرده آن‌ها را به خارج متمایل می‌کنند در نتیجه فاصلهٔ تیرها زیاد شده آجر‌ها فرو می‌ریزند  حال اگر چند دهانه با هم اجرا شود این نیرو‌ها هم دیگر را خنثی کرده و تیر آهن‌ها جا به جا نمی‌شود اما در در آخرین دهانهٔ طاق این نیروها خنثی نمی‌شود بنابراین با استفاده از میلگرد این آخرین تیر آهن را به تیر قبلی خود جوش می‌دهند  نمره این میلگرد توسط محاسب تعیین می‌شود ولی برای دهانه‌های ۱ متری میلگرد ۱۰ تا۱۲ مناسب است بهتر است میلگرد روی لبهٔ پایینی تیر جوش بخورد تا طول جوش کافی داشته باشد.

### بالشنک بتنی زیر سر پل‌ها
در ساختمان‌های آجر ی سقف آن‌ها به وسیله تیر آهنی و طاق ضربی اجرا شده باشد گاهی اتفاق می‌افتد که وزن چند تیر روی یک شاه تیر اصلی قرار گرفته‌است برای آن که این شاه تیر فشار کمتری را بر دیوار وارد کند از بالشنک بتنی استفاده می‌کنند
زیر سر این تیر آهن  قطعه بتنی به پهنای دیوار و ضخامت ۳۰تا۴۰ سانتی‌متر و طول ۵۰ تا ۶۰ سانتی‌متر می‌سازند و شاه تیرها را روی آن قرار می‌دهند اگر در قسمت پایین این بالشتک چند عدد میلگرد  ۸یا۱۰ به صورت شبکه قرار دهند بهتر است زیرا در این صورت تارهای پایینی بالشتک که در معرض نیروی کششی  قرار دارند بار وارده را بهتر تحمل می‌کند  باید توجه نمود که گذاشتن تیر آهن  روی  بالشتک  بدون جوش در صورتی مجاز است که تکیه گاه ساده فرض شده باشد

## نتیجه‌گیری
این سقف بار وارده به خودش را به صورت یک طرفه منتقل می‌کند. در این نوع سقف ایده قوسی چیدن آجر‌ها خوب است ولی این سقف بسیار سنگین است چون قوس‌ها را باید با پوکه پر کرد.
همچنین عدم وجود یک دیافراگم صلب در این نوع سقف عملکرد آن را در برابر نیروهای زلزله پایین آورده‌است سرعت اجرای عملیات در این نوع سقف بسیار پایین است و هزینه‌های بالایی دارد و تخریب در سقف طاق ضربی به صورت آوار است و برای ساکنین خطرزیادی دارد.
این نوع سقف در برابر بارهای قائم عملکردخوبی از خود نشان می‌دهدامادر مقابل بارهای جانبی عملکردضعیفی دارد و برای مقابله با این موضوع باید یک دیافراگم صلب به وجود آوریم. (اتصال صلب ربطی به دیافراگم صلب ندارد)
بنابراین برای جبران ضعف در صلبیت وعملکرد مناسب در زلزله از میلگرد‌هایی که به صورت بادبندی به تیرها جوش می‌شوند باید استفاده کرد.
هم اکنون از سقف‌های تیرچه و بلوک به عنوان جایگزین سقف‌های طاق ضربی استفاده می‌شود. سقف‌های تیرچه و بلوک دارای مقاومت بالا، هزینه اجرای کم و بار مرده پایینی هستند. تیرچه‌های "بتنی"، "کرومیت" و "تام" به عنوان سه نسل تیرچه‌های موجود در بازار مطرح می‌باشند.

### دیافراگم صلب
سقف صلب سقفی است که وقتی نیروی زلزله به آن وارد شود، مجموعه با هم جابه جا می‌شود و نیروی زلزله نمی‌تواند آن را خم کند و سقف فقط جا به جا می‌شود.
اگر در سقفی بتوان تغییر شکل ایجاد کرد به آن سقف انعطاف‌پذیر می‌گویند.(دیافراگم صلب ضمیمهٔ آیین‌نامهٔ ۲۸۰۰ مطالعه شود).
سقف صلب  در بارگذاری همانند یک تیر عمیق عمل می‌کند در حالیکه اگر تغییر مکانی به هر اندازه در آن به وجود آید سقف ما انعطاف‌پذیر می‌شود اما درصورتیکه تغییر شکل به وجود نیاید به آن سقف با رفتار دیافراگم صلب گویند.
توجه: انرژی در دیافراگم صلب جذب نمی‌شود ولی در انعطاف‌پذیر جذب می‌شود.

## نگارخانه

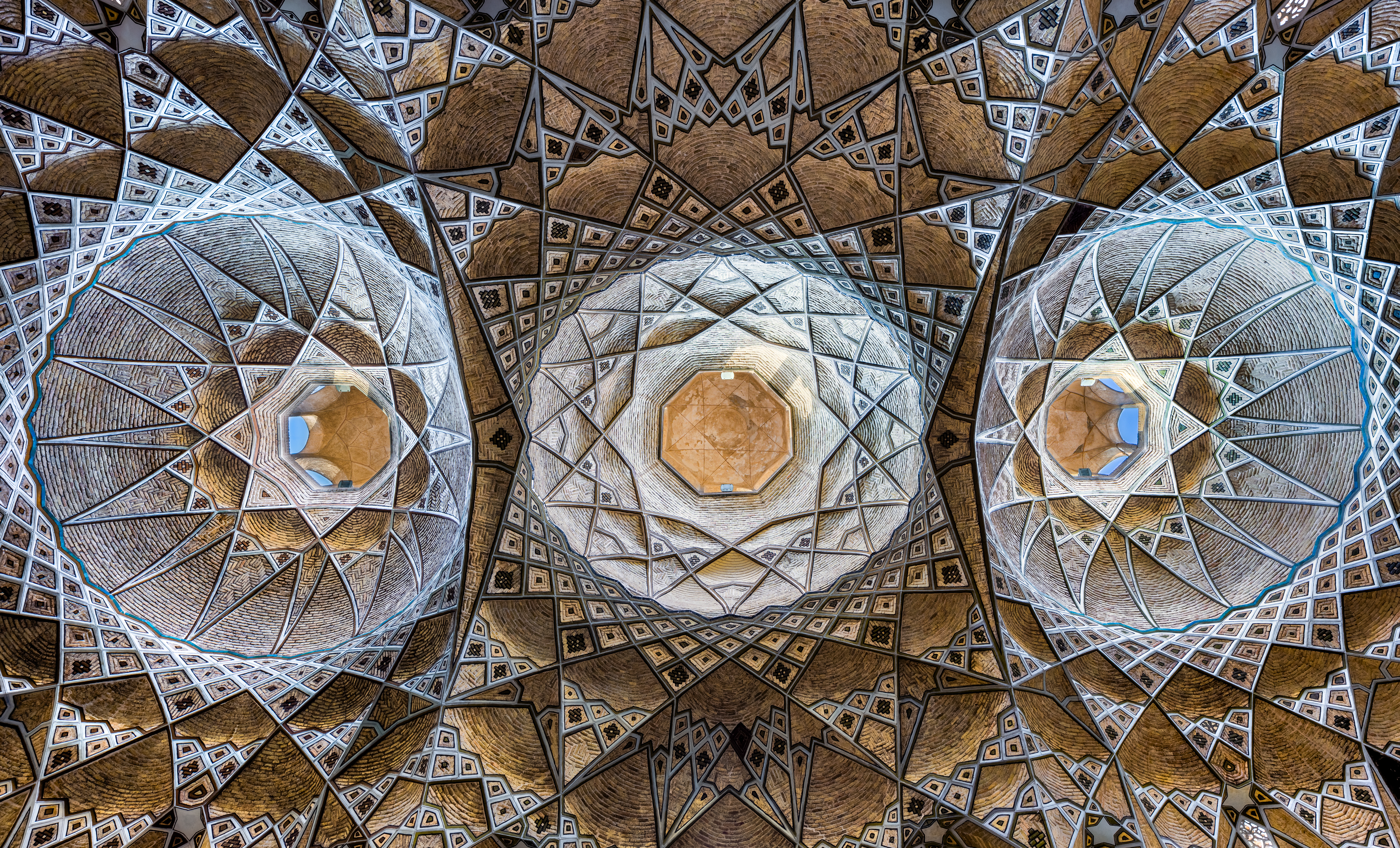
سقف تیمچهٔ بزرگ قم
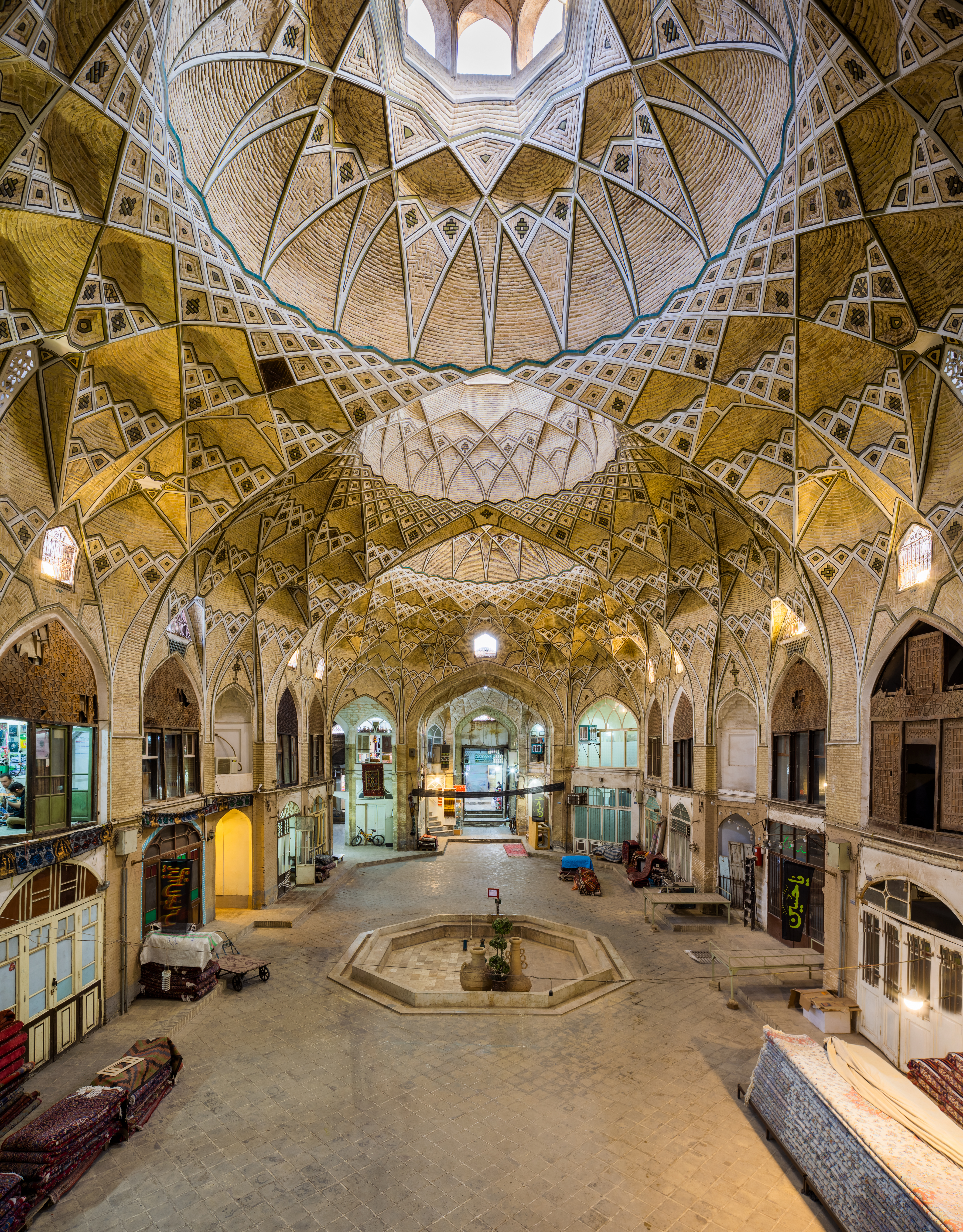
فضای داخلی تیمچهٔ قم